# Труд (стадион, Серпухов)
«Труд» — футбольный стадион в подмосковном городе Серпухов.Вмещает 5000 зрителей и является домашним для местного футбольного клуба «Звезда».
Расположен в центре города. До реконструкции стадион включал поле с натуральным газоном, беговые дорожки и две трибуны — северную и южную.
Стадион реконструирован в 2005 году, официальное открытие состоялось 1 июня 2005 года. Сейчас стадион включает в себя игровое поле с искусственным покрытием, беговые дорожки, крытую трибуну на 5000 зрителей, систему искусственного освещения, световое табло.
На стадионе проходят не только спортивные события, но и культурно-массовые мероприятия разного уровня. В зимний период на поле заливается каток.

## Адрес
- Россия, Московская область, г. Серпухов, проезд Мишина, д. 16в.